# Kuligi (województwo warmińsko-mazurskie)
Kuligi – wieś w Polsce położona w województwie warmińsko-mazurskim, w powiecie nowomiejskim, w gminie Grodziczno.
| SIMC    | Nazwa         | Rodzaj    |
| ------- | ------------- | --------- |
| 1044459 | Przy Kamieniu | część wsi |
| 0844011 | Wólka         | część wsi |
| 1044672 | Za Wlem       | część wsi |

Przez miejscowość przebiega droga wojewódzka nr 538.
W latach 1975–1998 miejscowość administracyjnie należała do województwa toruńskiego.